# První bitva o Lyman
První bitva o Lyman bylo vojenské střetnutí v květnu 2022 mezi ozbrojenými silami Ukrajiny a ozbrojenými silami Ruské federace o město Lyman nacházející se v Doněcké oblasti.

## Pozadí
Lyman je město s asi dvaceti tisíci obyvateli ležící na severu Doněcké oblasti několik desítek kilometrů východně od měst Slovjansk a Kramatorsk. Leží na klíčové silnici, která do těchto měst vede ze Severodoněcku a Lysyčansku v Luhanské oblasti.

## Průběh
Bitva započala 23. května 2022, když se k městu přiblížila ze severu a východu ruská armáda. O 2 dny později, 25. května, už byla většina města pod kontrolou ruské armády. I přes tvrdý odpor ukrajinské armády se z města nakonec musely ukrajinské jednotky stáhnout. Dne 26. května odpálily jeden z posledních městů vedoucích do města a k 27. květnu se z města ukrajinské jednotky stáhly úplně. Během bojů bylo zabito asi 150 civilistů.

### Okupace
Město bylo poté až do počátku října 2022 okupováno Ruskem, které jej krátce před jeho znovudobytím ukrajinskou armádou jakožto součást Doněcké oblasti nelegálně anektovalo.